# Rickshaw

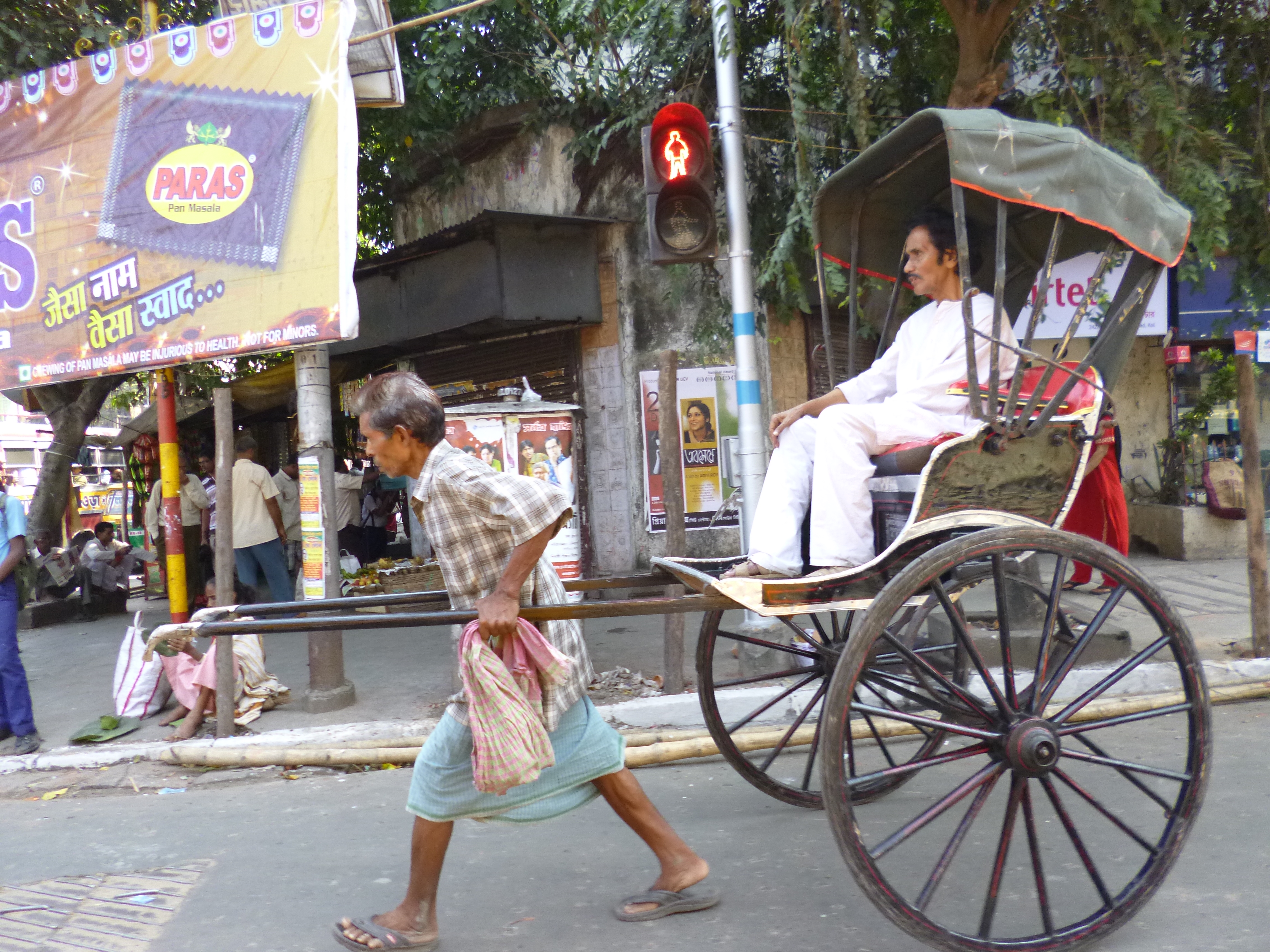
Rickshaw a l'Índia, 2012

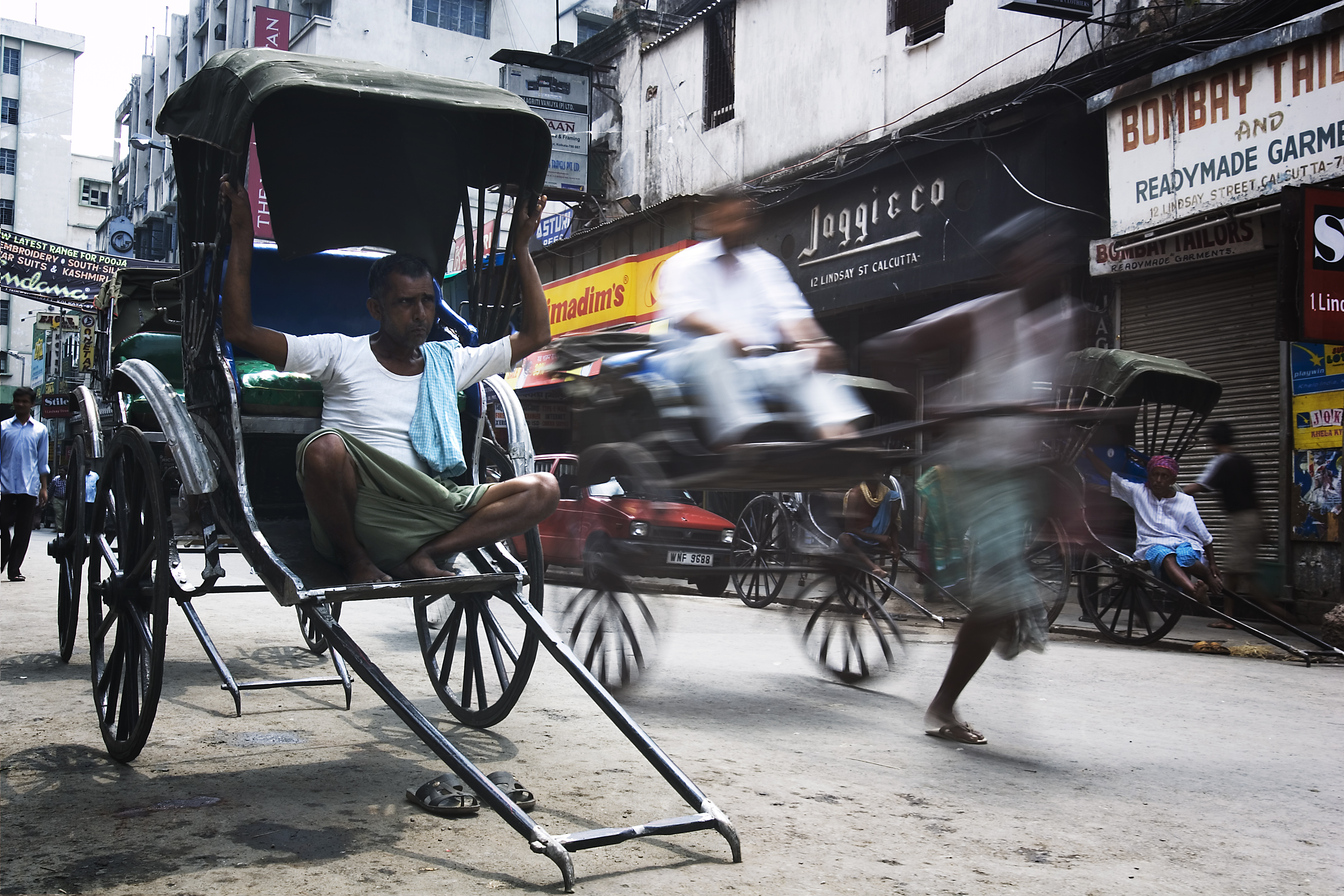
Rickshaw a Calcuta, 2005

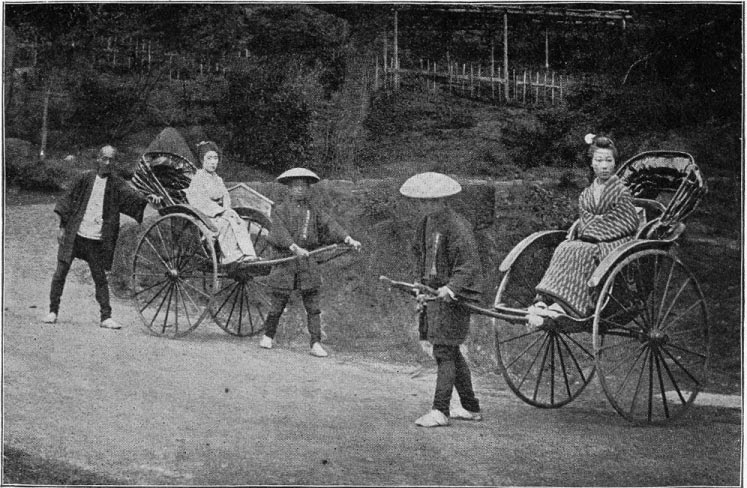
Rickshaw al Japó, 1897

Un rickshaw és un vehicle de dues rodes, obert o tancat, però arrossegat per una persona, que va a peu. S'utilitza molt com un tipus de taxi als carrers de les ciutats del sud i el sud-est asiàtic. Era molt popular a països com la Xina, el Japó o l'Índia.
Una variant més moderna és el bicitaxi, mogut amb pedals. El seu ús s'ha estès a altres ciutats de tot el món, sovint com a reclam turístic.

## Etimologia
El terme rickshaw prové del japonès jinrikisha (人力车), en què jin (人) significa 'persona'; riki (力), 'força', i xa (车), 'carruatge'. Jinrikisha vol dir 'carruatge la força del qual la constitueix una persona'.